# 有條件釋放 (羈留)
有條件釋放（英語：conditional release）是一種從羈留中釋放的方法。獲釋者仍可能被再次羈留，且較少受正當法律程序保護。
在定罪後羈留的文意中，有條件釋放相當於假釋。

## 精神病患者
有條件釋放可用於患有精神病的被羈留者。